# Dichochrysa pervenosa
Dichochrysa pervenosa is een insect uit de familie van de gaasvliegen (Chrysopidae), die tot de orde netvleugeligen (Neuroptera) behoort. 
Dichochrysa pervenosa is voor het eerst wetenschappelijk beschreven door Tjeder in 1966.